# (308933) 2006 SQ372
(308933) 2006 SQ372, também escrito como (308933) 2006 SQ372, é um pequeno objeto transnetuniano. Ele possui uma magnitude absoluta (H) de 8.1 e, tem um diâmetro estimado de cerca de 106 km.

## Descoberta
Ele foi descoberto através do Sloan Digital Sky Survey por Andrew Becker, Andrew W. Puckett e Jeremy Martin Kubica na primeiro imagens tiradas em 27 de setembro de 2006 (com imagens anteriores datadas de 13 de setembro de 2005).

## Características físicas e órbita
Ele tem uma órbita extremamente excêntrica, cruzando a órbita de Netuno durante o periélio, mas distancia a mais de 1.500 UA do Sol no afélio. Demora cerca de 22.500 anos para orbitar o baricentro do Sistema Solar. O seu grande semieixo maior faz com que seja semelhante ao (87269) 2000 OO67, Sedna e 2012 VP113. Com uma magnitude absoluta (H) de 8,1, estima-se que o mesmo tenha cerca de 60 a 140 km de diâmetro. Mike Brown estima que ele tem um albedo de 0,08 o que daria um diâmetro de cerca de 110 km.
O objeto poderia ser um cometa. Os descobridores criaram uma hipótese de que o objeto poderia vir da Nuvem de Oort interior, mas outros cientistas do California Institute of Technology como Michael E. Brown também considerar outras possibilidades, como "ele pode ter se formado a partir de restos localizados apenas além de Netuno [no cinturão de Kuiper] e sido "chutado" para a sua órbita distante por um planeta como Netuno ou Urano".

### Órbita
A órbita de (308933) 2006 SQ372 tem uma excentricidade de 0.968, possui um semieixo maior de 755.423 UA. O seu periélio leva o mesmo a uma distância de 24.172 UA em relação ao Sol e seu afélio a 1486.674 UA.